# Haminoea orbignyana
Haminoea orbignyana is een slakkensoort uit de familie van de Haminoeidae. De wetenschappelijke naam van de soort is voor het eerst geldig gepubliceerd in 1822 door Férussac.